# Stefan Rogentin
Stefan Rogentin,né le 16 mai 1994 à Lenzerheide (Grisons), est un skieur alpin suisse spécialisé dans les disciplines de vitesse.
Il a pris part à deux épreuves des Jeux olympiques 2022.

## Biographie
Il est actif dans les compétitions officielles de la FIS à partir de la saison 2009-2010.
En Coupe d'Europe, il monte sur seize podiums dont quatre victoires et termine deuxième du classement général en 2017 et 2019.
Il fait ses débuts en Coupe du monde en décembre 2016 à Val d'Isère. Il marque ses premiers points un an plus tard en terminant 24e du combiné de Bormio. 
Il termine trois fois dans le Top 10 lors de la saison 2021-2022 : 5ème du Super G sur la Saslong de Val Gardena, 7ème du Super G sur la Stelvio de Bormio et 8ème de la descente du Lauberhorn à Wengen.

## Palmarès

### Jeux olympiques
| Édition / Épreuve | Descente | Super G |
| ----------------- | -------- | ------- |
| JO 2022 Pékin     | 25e      | 14e     |

### Championnats du monde
| Épreuve / Édition                  | Descente | Super G | Slalom géant | Combiné par équipes              |
| Mondiaux 2023 Courchevel-Méribel   | —        | 19e     | —            | Épreuve inexistante à cette date |
| Mondiaux 2025 Saalbach-Hinterglemm | 12e      | 9e      | —            | Bronze                           |

Légende :
- : première place, médaille d'or
- : deuxième place, médaille d'argent
- : troisième place, médaille de bronze
- : pas d'épreuve
- — : Non disputée par Rogentin

### Coupe du monde
- 6 podiums dont 1 victoire.
- Meilleur classement général : 18e en 2024;
- Meilleur résultat en descente : 8e en 2022 à Wengen;
- Meilleur résultat en Super G : 1er en 2024 à Saalbach;
- Meilleur résultat en combiné : 14e en 2019 à Bormio.

| Saison / Épreuve | Super G              | Total |
| ---------------- | -------------------- | ----- |
| 2023-2024        | Saalbach-Hinterglemm | 1     |
| Total            | 1                    | 1     |

| Saison/Classement | Général | Général | Descente | Descente | Super G | Super G | Combiné | Combiné |
| Saison/Classement | Class.  | Points  | Class.   | Points   | Class.  | Points  | Class.  | Points  |
| ----------------- | ------- | ------- | -------- | -------- | ------- | ------- | ------- | ------- |
| 2017-2018         | 148e    | 7       | -        | -        | -       | -       | 34e     | 7       |
| 2018-2019         | 107e    | 33      | -        | -        | 45e     | 12      | 23e     | 21      |
| 2019-2020         | 88e     | 68      | -        | -        | 27e     | 38      | 22e     | 30      |
| 2020-2021         | 82e     | 72      | 33e      | 33       | 34e     | 39      | -       | -       |
| 2021-2022         | 29e     | 265     | 25e      | 92       | 7e      | 173     | -       | -       |
| 2022-2023         | 22e     | 310     | 19e      | 130      | 6e      | 180     | -       | -       |
| 2023-2024         | 18e     | 348     | 16e      | 104      | 4e      | 244     | -       | -       |

### Coupe d'Europe
- 2e du classement général en 2017 et 2019.
- Vainqueur du classement du combiné en 2017
- 16 podiums, dont 4 victoires (3 en super G et 1 en descente)

| Saison/Classement | Général | Général | Descente | Descente | Super G | Super G | Slalom géant | Slalom géant | Slalom | Slalom | Combiné | Combiné |
| Saison/Classement | Class.  | Points  | Class.   | Points   | Class.  | Points  | Class.       | Points       | Class. | Points | Class.  | Points  |
| ----------------- | ------- | ------- | -------- | -------- | ------- | ------- | ------------ | ------------ | ------ | ------ | ------- | ------- |
| 2015-2016         | 17e     | 334     | 8e       | 193      | 14e     | 94      | 81e          | 1            | -      | -      | 10e     | 46      |
| 2016-2017         | 2e      | 691     | 4e       | 289      | 6e      | 232     | 49e          | 20           | 80e    | 5      | 1er     | 145     |
| 2017-2018         | 13e     | 403     | 30e      | 59       | 3e      | 262     | 49e          | 32           | -      | -      | 9e      | 50      |
| 2018-2019         | 2e      | 714     | 10e      | 178      | 2e      | 426     | 51e          | 18           | -      | -      | 4e      | 92      |

| Saison / Épreuve | Super G          | Total |
| ---------------- | ---------------- | ----- |
| 2017-2018        | Soldeu/El Tarter | 1     |
| 2018-2019        | Saint-Moritz     | 1     |
| Total            | 2                | 2     |

### Championnat de Suisse
Vice-champion du combiné 2017
 Vice-champion du Super G 2018
 Troisième du Super G 2017
 Troisième de la descente 2018